# Onthophagus kouassii
Onthophagus kouassii är en skalbaggsart som beskrevs av Yves Cambefort 1984. Onthophagus kouassii ingår i släktet Onthophagus och familjen bladhorningar. Inga underarter finns listade i Catalogue of Life.